# La Celle (Var)
La Celle település Franciaországban, Var megyében. Lakosainak száma 1647 fő (2022. január 1.). La Celle Brignoles, Mazaugues, La Roquebrussanne és Tourves községekkel határos.

## Népesség
A település népességének változása:
| Lakosok száma | 1385 | 1433 | 1511 | 1477 | 1476 | 1483 | 1536 | 1592 | 1647 |
|               | 2013 | 2015 | 2016 | 2017 | 2018 | 2019 | 2020 | 2021 | 2022 |